# (4034) Vishnu
(4034) Vishnu ist ein erdnaher Asteroid (Gruppe der erdnahen Objekte), der am 2. August 1986 von der US-amerikanischen Astronomin Eleanor F. Helin am Mount Palomar Observatorium entdeckt wurde.
Der Asteroid wurde am 15. Juli 2011 nach der hinduistischen Gottheit Vishnu benannt.